# Team Albert Heijn Zaanlander
Team Albert Heijn Zaanlander is een Nederlandse schaatsploeg onder leiding van coaches Jillert Anema en Arjan Samplonius. Het team is een voortzetting van het voormalige Team easyJet, Team Clafis en de BAM-ploeg.

## Ontstaan
Met Team Clafis, het Friese ingenieursbureau Clafis van Bert Jonker, wilde Anema, naast de drie marathonrijders die waren meegegaan, tevens een internationaal langebaan-team voor heren en dames opzetten. In mei 2018 kwam aan de samenwerking een einde vanwege ontevredenheid over de organisatorische invulling.
Op 21 augustus 2018 werd luchtvaartmaatschappij easyJet de nieuwe naamgever van de schaatsploeg. Door de coronacrisis in Nederland trok easyJet zich voor seizoen 2020/2021 terug als sponsor. In oktober 2020 besloot het zuivelbedrijf Royal A-ware naast sponsoring van het marathonschaatsteams van Anema ook zijn langebaanschaatsers te gaan sponsoren onder de naam Team Zaanlander. Voor het seizoen 2022/2023 werd de naam gewijzigd in Team Albert Heijn Zaanlander.

## Oud-schaatsers
Op chronologische volgorde.
| - Carlijn Achtereekte (2014-2016) - Alexis Contin (2014-2016) - Antoinette de Jong (2014-2015) - Jorien ter Mors (2014-2015) - Heather Richardson (2014-2018) - Ingmar Berga (2015-2016) - Willem Hoolwerf (2015-2016) - Mats Stoltenborg (2015-2016) | - Marwin Talsma (2017-2018) - Erik Jan Kooiman (2014-2020) - Carien Kleibeuker (2014-2020) - Arjan Stroetinga (2014-2021) - Bob de Vries (2014-2021) - Jorrit Bergsma (2014-2022) - Niels Mesu (2015-?) - Evert Hoolwerf (2015-?) |

## Schaatsers
Op chronologische volgorde
| - Irene Schouten (2015-2024) - KC Boutiette (2016-2018) - Thomas Geerdinck (2018-heden) - Tjerk de Boer (2018-2020, 2021-heden) - Elisa Dul (2018-heden) - Lex Dijkstra (2018-heden) - Marijke Groenewoud (2018-heden) - Ids Bouma (2021 -heden) | - Jordy Harink (? -heden) - Sjoerd den Hertog (?-heden) - Ian Quinn (2022-2023) - Melissa Wijfje (2021-heden) - Marwin Talsma (2022-heden) - Gert Wierda (2022-2024) - Jordan Stolz (2023-heden) |

### Seizoen 2023-2024
De volgende langebaan- en marathonschaatsers maken deel uit van dit team:
| Mannen            | Mannen               | Vrouwen            | Vrouwen                                     |
| Naam              | Specialisatie        | Naam               | Specialisatie                               |
| ----------------- | -------------------- | ------------------ | ------------------------------------------- |
| Tjerk de Boer     |                      | Elisa Dul          |                                             |
| Ids Bouma         | 5000 en 10.000 meter | Marijke Groenewoud | 1500 meter, 3000 ,5000 meter en massastart. |
| Daan Gelling      |                      | Arianna Pruisscher |                                             |
| Jordy Harink      |                      | Maaike Verweij     | 3000 en 5000 meter                          |
| Sjoerd den Hertog |                      | Irene Schouten     | massastart, 3000 en 5000 meter              |
| Joey Mantia       |                      | Melissa Wijfje     |                                             |
| Marwin Talsma     |                      |                    |                                             |
| Gert Wierda       |                      |                    |                                             |
| Jordan Stolz      |                      |                    |                                             |